# Internierungslager in Indien
Die britische Regierung errichtete während beider Weltkriege Internierungslager in Indien für „feindliche Ausländer“ (Enemy Alien); das heißt für zivile Staatsangehörige der mit Großbritannien im Krieg befindlichen Nationen. Das waren in den meisten Fällen Deutsche.

## Erster Weltkrieg
Unmittelbar nachdem die Nachricht der Kriegserklärung Indien erreicht hatte (10. August), hatten sich alle feindlichen Ausländer täglich bei der Polizei zu melden.

### Ahmednagar

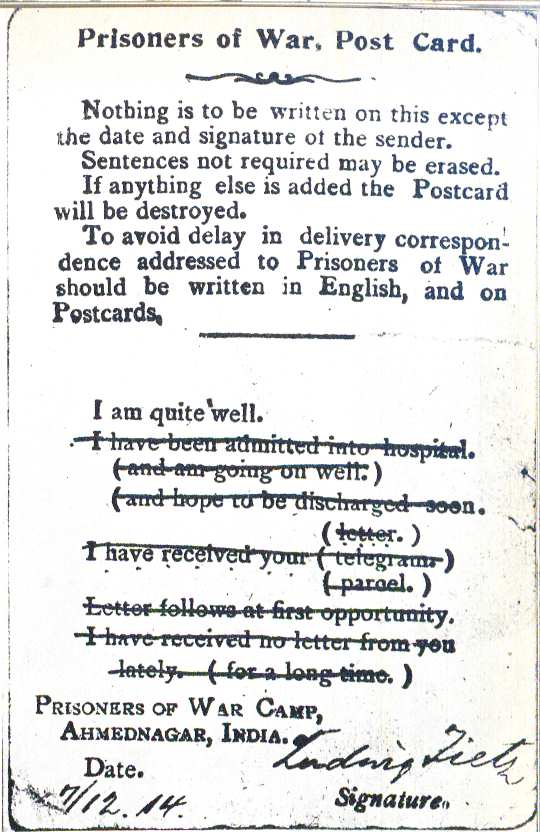
Ludwig Zietz unterschreibt am 7. Dezember 1914 eine Postkarte aus Ahmednagar

In Ahmednagar (häufig auch: Ahmadnagar) wurden die deutschen Missionare aus Indien und die meisten aus Deutsch-Ostafrika verschleppten deutschen Zivilisten untergebracht.
Das Lager war anfangs in die Sections A und B unter Militärverwaltung geteilt, Ende 1915 kam das Parole Camp unter ziviler Verwaltung dazu. Am 7. März 1917 befanden sich 1621 Personen, davon 452 Soldaten, meist Matrosen in Haft.
Lager A war mit über 1000 Personen in zwei baufälligen Kasernenblöcken überbelegt. Die Gebäude waren von Militärärzten als für Menschen unbewohnbar (medically condemned) erklärt worden. Viele Gefangene mussten in viel zu kleinen Armeezelten zu acht, dem Klima ausgeliefert, im Hof hausen. Essen gab es aus dem Kübel, 300 Gefangene teilten sich einen Wasserhahn. Später wurden für das Klima ungeeignete Wellblechbaracken errichtet. Bis 1917 gab es 130 Duschen (für 1500 Mann). Kontaktversuche zwischen den einzelnen Lagern und zur Außenwelt wurden bestraft.
Im B-Lager befanden sich bessergestellte Gefangene, wie Ingenieure, bemittelte Kaufleute, Schiffsoffiziere und Offiziere, die in Ostafrika gefangen genommen waren. Sie waren kaum bewacht, hatten Dienstboten aus dem Lager A und Ausgang in der Umgebung von 7 bis 21:30 Uhr. Die Hütten, in denen je 43 Mann hausten, maßen 50 × 20 m. Bett, Kasten und Stuhl wurden zur Verfügung gestellt, andere Gegenstände waren selbst zu zimmern. Bis 1917 wurde ein Wasserhahn in jede Hütte gelegt. Im Hospital mit fünf Krankensälen und Labor arbeiteten drei britische Ärzte und 19 deutsche Pfleger. Rekonvaleszenten wurden vereinzelt im Sommer nach Dagshai (bei Shimla) gesandt.
Das 1¼ Jahr nach Ausbruch des Krieges in einer Artilleriekaserne außerhalb der Stadt eingerichtete Parole Camp war besser eingerichtet, wurde jedoch nur für etwa 100 Ältere (ab 45, nach 1915 über 55 Jahre) und Missionare eingerichtet. Zur Jahreswende 1915 wurden 625 der Zivilisten auf der Golconda, die Calcutta am 17. November und Madras am 24. November verließ, über Holland repatriiert. Das Schiff war in Friedenszeiten für 100 Passagiere ausgelegt. Im April 1916 wurden wiederum mit diesem Schiff mehr als 500 Personen von Bombay aus repatriiert.
Schikanen, Diebstahl von Rot-Kreuz-Paketen und willkürliche Disziplinarstrafen durch die Aufseher waren in beiden Lagern an der Tagesordnung. Die canteen wurde von einem Parsen betrieben, der sich ausgiebig bereicherte. Die Internierten wurden 1919 ausgewiesen und mit fünfjährigem Einreiseverbot belegt – etwas, das sich für einige protestantische Missionare im Zweiten Weltkrieg wiederholen sollte.

### Belgaum
Die in Bombay verbliebenen Frauen wurden aufgefordert, sich bis 30. Oktober 1915 in Belgaum (Belagavi) einzufinden. Die Aussage der Bombay Times, die Kaserne sei gut ausgestattet, wurde von den Damen nicht geteilt, so gab es zunächst keine Betten. Im März 1917 waren 214 Deutsche und Österreicherinnen interniert. Lagerkommandant war der pensionierte Oberst M. A. Halliard. Das Lager war in zwei Sektionen, Alexandria und Victoria geteilt. Insassen hatten Ausgang in der näheren Umgebung bis 22 Uhr, morgens war Zählappell.

### Katapahar
In Katapahar befanden sich im März 1917 36 Zivilisten, die sich in der Umgebung tagsüber frei bewegen durften, sie hatten jedoch dreimal täglich zum Zählappell anzutreten.

### Dyatalawa
Im ceylonesischen Bergland wurde ein Lager, das bereits zur Unterbringung von Gefangenen der Burenkriege gedient hatte, wieder eingerichtet. Es wurde dann auch im Zweiten Weltkrieg wieder als solches genutzt.

## Zweiter Weltkrieg
Die rechtliche Grundlage der Internierung in Indien war zunächst der Registration of Foreigners Act von 1939 in Verbindung mit der gleichzeitig erlassenen Foreigners Order (auch als Foreigners  Ordinance bezeichnet) als Durchführungsverordnung und mit der Enemy Foreigners Order von 1939. Von 1940 bis 1946 galt der Foreigners Act von 1940. Bereits am 4. September 1939 erfolgte die Verhaftung der Männer. Die deutschen Frauen wurden bei Kriegsausbruch nicht interniert, deren Verhaftung erfolgte im Sommer 1940. Die 150 in Britisch-Indien zurückgebliebenen deutschen Frauen und Kinder befanden sich in sieben Parolelagern (parole camp), die von den britischen Behörden, über das Land verteilt, angelegt wurden. Lager im eigentlichen Sinn waren nur Satara und Purandhar Fort. Die in Britisch-Indien internierten 756 deutschen Seeleute wurden im Juni 1941 nach Kanada verbracht (ins Camp 33).
Anfang Mai 1940 wurden die zahlreichen in Niederländisch-Indien lebenden Deutschen interniert. Den Frauen wurde erlaubt, nach Japan auszureisen, wo 1945 noch 700 lebten. Die Männer wurden Ende 1941 nach Indien verschleppt.
Am 20. Januar 1942 versenkten japanische Bomber das niederländische Schiff Van Imhoff, die Besatzung machte sich in den Rettungsbooten davon. Die zur Hilfe geeilte niederländische Bollogan weigerte sich, Deutsche zu retten, es kamen 411 um, 65 Überlebende gelangten zur Insel Nias.
Zu den in Indien Untergebrachten gehörten Alfred Leber und Heins von Have. In den Männerlagern wurde durch abgegrenzte Abteilungen Nationalsozialisten von ihren Gegnern getrennt.

### Finanzen
Internierte der Class A (anfangs Selbstzahler, 3 Rs. pro Tag) durften monatlich über 250 Rs. eigenen Vermögens verfügen und Class B-Gefangene erhielten einen Verpflegungssatz von zunächst 50, ab 1941 80 Rs. Zusätzlich gab es 20 Rs. für den Einkauf im Lagerkiosk. (Preisbeispiele 1941: Päckchen Zigaretten (20) bis zu 0,3 Rupies, 50 Zigarren bis zu 2 Rs, Päckchen mit 100 g Tabak 2 Rs. 1 Dutzend Orangen oder Bananen 0,6 Rs, Seife 0,4 Rs, Rasiercreme 0,13 Rs, 1 Fl. Fruchtsaft 3 Rs.). Bedürftige Reichsdeutsche erhielten indirekt vom Reich über den  Deutschen Orient Verein und die Schutzmacht ein Taschengeld von 10 RM (13 Rs.; 1 R. = 74–77 ₰), das quartalsweise ausgezahlt wurde. Im August 1942 hatten nachstehende Artikel folgende Preise: wollener Pullover 6,3 Rs., ein Tropenhelm 1,80 Rs., Hemd 5 Rs., Sandalen 6 Rs., ein Paar Socken 0,15 Rs. Durch kriegsbedingte Verknappung stiegen die Preise ab 1943 an. Die Internierten erhielten dieselben Verpflegungssätze wie die britischen Truppen in Britisch-Indien. Zudem gab es pro Tag 3½ Annas (17 ₰) zum Ankauf von Zusatznahrungsmitteln. In einigen Lagern zirkulierte ein spezielles Lagergeld.
Postsendungen waren als Interniertenpost gebührenfrei. Insassen durften wöchentlich zwei, der Zensur unterliegende, Briefe schreiben. Ab 1941 verlief der Austausch von Post einigermaßen reibungslos. Gegen Zahlung einer Gebühr in Deutschland war seit 1942 Luftpostverkehr ab Bagdad möglich. Pakete und „Liebesgaben“ – unter Vermittlung des Roten Kreuzes aus Deutschland – waren auch möglich.

### Ahmednagar
In Ahmednagar wurde im September 1939 wieder ein zentrales Lager (Central Internment Camp) für Männer eingerichtet. Nachdem die Internierungspolitik zunächst zu einigen Entlassungen geführt hatte, wurde mit dem Beginn des Entscheidungskampfes im Westen die Internierungspraxis verschärft.
Zu Kriegsbeginn wurden lediglich feindliche Männer hier zentral interniert, viele Frauen konnten noch im Frühjahr 1940 ins Deutsche Reich heimkehren. Für viele war das Central Internment Camp Durchgangsstation auf dem Weg nach Dehradun, oder, sofern sie Familien hatten, ab 1942 in die Parole Camps.
Die Unterbringung erfolgte in engen 8-Mann-Zelten oder in Baracken zu 56 Mann. Es gab zwei Sanitärbaracken mit je vier Duschen und 20 Waschbecken und eine Baracke mit 12 Badewannen, die einmal wöchentlich benutzt werden durften. Das Lagerspital wurde von inhaftierten Ärzten betrieben, der Zahnarzt war Italiener. Ende September 1940 waren hier 505 deutsche Staatsangehörige interniert. Es wurde eigenes Lagerpapiergeld verausgabt, in Nominalen von 1 Anna bis 10 Rupien. Es gab eine Bücherei, Fußball- und Tennisplätze. Die Insassen wurden am 23. Februar 1941 per LKW nach Deolali verlegt.

### Fort Williams
Im Ft. Williams von Calcutta wurden die Ankömmlinge in Class A (Selbstzahler, 3 Rs. per diem) und Class B (auf Staatskosten) geteilt. Sämtliche Deutsche entschieden sich für B. Lagerleiter, als Verbindungsmann zum Kommandanten, war ein Herr von Kamecke. Die Unterbringung erfolgte in 8-Mann-Zelten. Zur Körperreinigung gab es ein offenes Wasserloch. Morgens um 7 Uhr war Zählappell, bei der Internierte nach Nummer aufgerufen wurden. Nachdem 1940 die Verwaltung der Lager vom Militär auf die Polizei übertragen wurde, erfolgte die Verlegung der meisten Männer nach Ahmadnagar.
Im Mai 1940 wurden kurzfristig 17 Frauen und 5 Kinder im Lager untergebracht, die im Juni nach Katapahar (südwestlich von Darjeeling) in primitive Bungalows verlegt wurden. Bis 1941 stieg die Zahl der dort Internierten auf 29 männliche Emigranten, 34 Frauen und 5 Kinder.

### Dehradun
Das Lager Premnagar von Dehradun wurde im September 1941 eröffnet, die Insassen von Deoli wurden im Oktober dorthin verlegt. Ende Oktober 1942 waren dort 765 Reichsdeutsche (das heißt pro-Nazi) interniert, die Zahl deutscher Insassen stieg bis Jahresende auf 2050 (ohne Juden).
Das Lager war in  Abteilungen (Wings) gegliedert. Wing 1 war für Nazis. Im Wing 1 gab es weiterhin die Unterscheidung zwischen Klasse A und B, wobei die Klasse A jedoch nicht mehr Selbstzahler, sondern für 20 Ältere und Kranke, die in Einzel- oder Doppelzimmern besser untergebracht und verpflegt wurden, galt. Dieses Lager, wie auch das Lager Deolali, stand unter Führung des I.-G. Farben-Angestellten und NSDAP-Landesgruppenleiters Dr. med. Oswald Urchs. Ankömmlinge wurden vor die Wahl gestellt, ob sie in der Pro- oder Anti-Nazi-Sektion untergebracht werden wollten. Bei guter Führung und besonders in den späteren Jahren war es Insassen gestattet, das Lager zwischen 6 und 19 Uhr zu verlassen, die Insassen von Wing 1 jedoch nur unter bewaffneter Aufsicht.
Wing 2 für Nazigegner, Flüchtlinge usw. Im Wing 3 befanden sich etwa 270 ältere und kranke Internierte, meist aus Niederländisch-Indien. Auch eingeliefert wurden deutschstämmige buddhistische Mönche aus Ceylon wie Nyanatiloka, Nyanaponika, Nyanakhetto und Anagarika Govinda, der schon die britische Staatsangehörigkeit angenommen hatte. Wing 4 wurde zur Inhaftierung von Italienern genutzt.
Die Unterbringung erfolgte in Ziegelbaracken, 14 in Wing 1 mit tief überhängenden Strohdächern. Die langen, schmalen Gebäude verfügten über Veranden und waren auf 40 Mann ausgelegt. Möbel, außer den Betten, mussten selbst gezimmert werden. Küchendienst wurde unter den Baracken auf Tagesbasis rotiert. Aus diesem Lager entkamen der SS-Angehörige Heinrich Harrer und das NSDAP-Mitglied Peter Aufschnaiter, beides Bergsteiger, nach Tibet.
Die sanitären Einrichtungen waren einfach. Bäder wurden erst in späteren Jahren eingerichtet. Schwerere Krankheitsfälle werden von zwei deutschen Ärzten in einem Lagerhospital, das außerhalb des Internierungslagers lag, behandelt. Es bestand aus Krankenbaracken, einer Isolationsbaracke, sowie einer weiteren Baracke, in der der Operationssaal etc. und die zahnärztliche Abteilung untergebracht waren, und einer Spitalküche. Schwierige Krankheitsfälle wurden in das moderne Militärhospital nach Dehradun gebracht.

### Deolali
Das im Februar 1941 in einem Teil eines Militärstützpunktes eingerichtete Lager wurde im März vom Schweizer Konsul besichtigt und als vollkommen mangelhaft beurteilt. Die Situation besserte sich etwas bis Mai. Am 11. August 1941 waren 604 deutsche Männer aus ganz Indien dort interniert. Der deutsche Nazi-Lagerführer war, ebenso wie zuvor für das Lager Dehradun, Dr. med. Oswald Urchs. Italiener hatten ihre eigene Abteilung. Dienstpersonal stand nicht zur Verfügung.
Die Unterbringung erfolgte in gemauerten Baracken. Es gab eine Kantine zum Einkauf. Außerhalb des Lagers befand sich ein Sportplatz. Kostenpflichtige Ausflüge unter Bewachung fanden drei Mal wöchentlich für je 50 Mann statt. Die Insassen wurden am 21. Juli 1942 nach Deoli verlegt.
In Deolali (s. u.) befand sich auch ein Kriegsgefangenenlager. Im Oktober 1941 wurden 600 Männer nach Dehradun verlegt, einzelne Ehemänner zu ihren in Satara oder Purandhar einsitzenden Frauen.

### Diyatalawa
Auf Ceylon wurde nach Kriegsausbruch das Lager Diyatalawa wiedereröffnet, es lag 5 km von Bandarawella. Außer den auf der Insel lebenden Deutschen, wurden auch einige aus Hongkong und Singapur und deutschen Seeleute, die von Bord des japanischen Dampfers „Asama Maru“ heruntergeholt wurden, hier eingesperrt. Im Juli 1941 war die Belegung „außer einigen Italienern 67 deutsche Männer und 16 deutsche Frauen mit 12 Kindern … auch eine kleinere Anzahl von Juden …“
Das Lager hatte elf Wellblechbaracken, jede etwa 35 m lang und 7 m breit, für je 40 Mann, die auf drei Seiten von breiten Verandas umgeben waren. Drei Baracken (No. 1, 2 und 7) dienten für die Unterbringung von Ehepaaren. Eine diente als Gemeinschaftsraum. Möblierung war anfangs kaum vorhanden, ebenso waren die Sanitäranlagen und Verpflegung zunächst mangelhaft.
Die Lagerwache bestand aus je zwei britischen Offizieren und Unteroffizieren sowie 150 Eingeborenensoldaten. Die Internierten waren durch einen siebenköpfigen Ausschuss vertreten mit dem „Reichsdeutschen“ Kottmeier als Sprecher. Zwei Mal täglich waren unter Bewachung 1½stündige Spaziergänge gestattet.
Das Lager wurde zum 25. Februar 1942 geschlossen, als die Japaner die Insel zu bombardieren begannen, die Insassen auf das Festland verbracht.

### Yercaud
Das Lager im Bergort Yercaud war die Sammelstelle für Frauen und Kinder, die in der Präsidentschaft Madras lebten. Auch einige italienische Staatsangehörige und 40 emigrierte Juden aus Deutschland waren dort untergebracht. Die Gesamtzahl der Internierten betrug im Sommer 1941 98. Die indische Regierung hatte 23 Bungalows angemietet, die sich eine Familie oder 3–4 Einzelpersonen teilten. Hausarrest war zwischen 20 und 6 Uhr angeordnet. Internierte erhielten 70 Rs. zum Lebensunterhalt, Kinder 30 Rs., sie durften auch örtliche Schulen besuchen.

### Satara
Das Lager (Lage) in der Kleinstadt Satara, knapp 100 km südlich von Poona, wurde in einem alten cantonment (Kaserne) eingerichtet. Kommandant war der Anglo-Inder Captain E. A. Fern, ein Polizeioffizier. Wie alle Frauenlager wurde es als Parole Camp bezeichnet. Zunächst waren dort 1940 18 Frauen, fünf jüdische Männer und 18 Kinder untergebracht. Die Insassen erhielten Ausgang zum Einkaufen im nahen Basar (Kap. 14) und bis zu 3 km in die Umgebung.
Im Sommer 1942 wurden zusätzlich Baracken, zu je acht Räumen, die mit je zwei Personen belegt wurden, errichtet und die Insassen kleinerer Lager, darunter viele Internierte aus Ceylon, hier im Rahmen von Familienzusammenführungen untergebracht. Das überfüllte Lager wurde nun dreigeteilt, wobei eine Sektion für Italiener eingerichtet wurde. Die beiden anderen Sektionen waren das Family Parole Camp und der German Wing für Nazis. Letztere erhielten Ausgang nur unter Bewachung. Insgesamt waren 26 Nationalitäten unter den Insassen vertreten.
Im Lager befand sich eine Schule mit deutscher Lehrerin, die fünfzig Kinder (1943) bis zur 4., später mit Hilfe bis zur 6. Klasse unterrichtete. Ältere Kinder wurden auf Internate nach Panchgani geschickt, wobei die Eltern 30 Rs. Unterhaltskosten von den Briten bekamen. Der Tibetforscher Prof. Wilhelm Filchner war mit seiner Tochter Erika Schneider-Filchner von Mitte September 1941 bis November 1946 in diesem Lager, ebenso der lutherische Missionar und spätere Bischof Heinrch Meyer.

### Purandhar

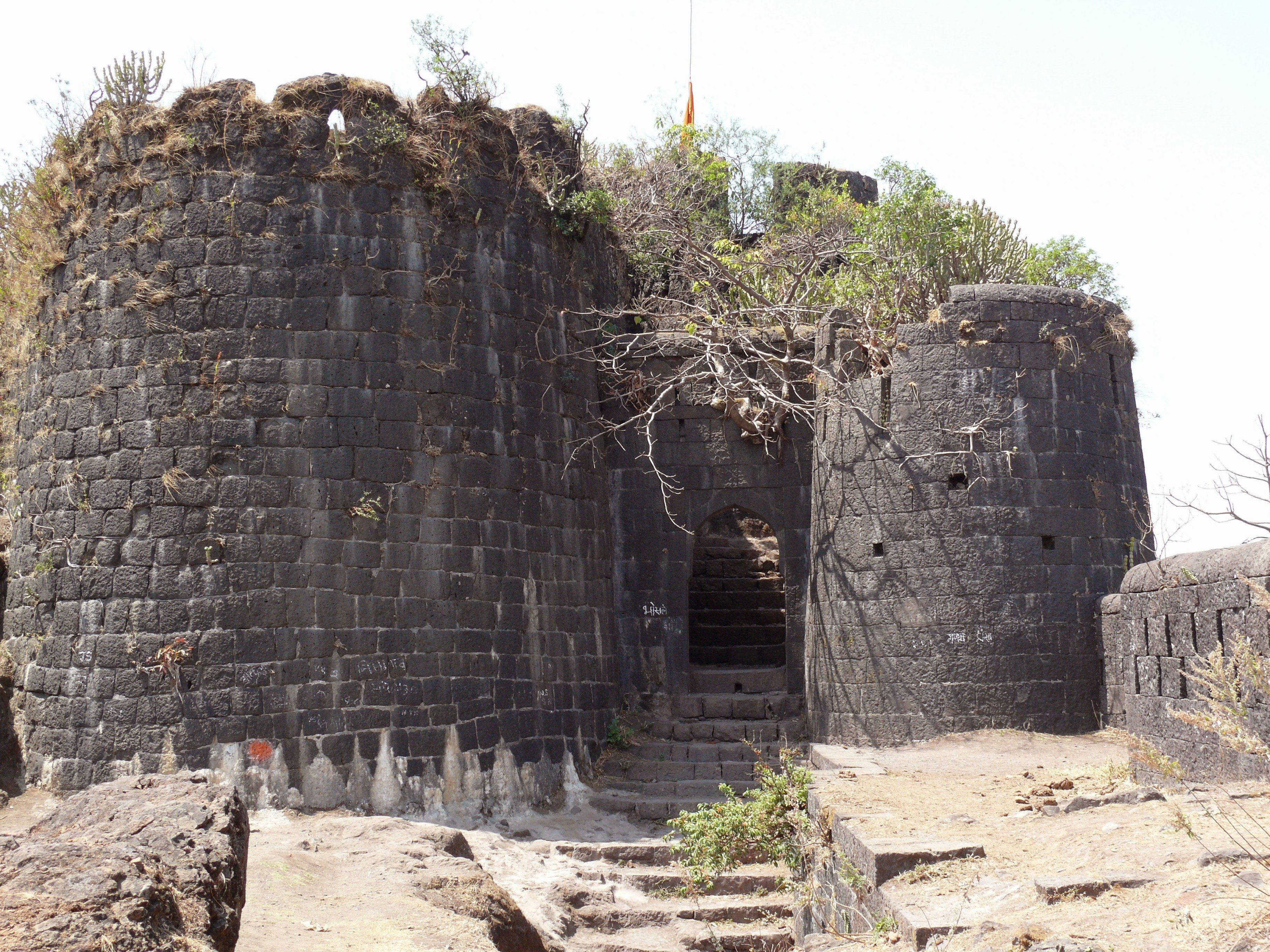
Tor des Purandhar Fort heute

Das im Juli 1940 eröffnete gelegene Lager im Lower Fort von Purandhar wurde als segregated camp für Juden eingerichtet, später dann als Family Parole Camp bezeichnet. Wilhelm Filchner war hier mit seiner Tochter Erika Schneider-Filchner bis zum 13. September 1941. Er beschreibt das Lager so: Dieses im Bergland der West-Ghats gelegene Lager ist von der Garnisonstadt Poona mit dem Postauto in anderthalb Stunden zu erreichen und liegt auf der Terrasse eines inselartig gestalteten, steilgeböschten Bergrückens, der sich etwa 500 Meter über die Ebene erhebt. Ein paar lange, hohe Baracken, in Zimmerchen unterteilt, und viele Häuschen und Villen bilden das Kamp. Sie alle waren von Leuten gemischter Nationalität und beiderlei Geschlechts, darunter auch Ehepaaren, bewohnt. Man brachte hier nur solche Deutsche unter, von denen geglaubt wurde, dass sie keine subversiven Tätigkeiten ausüben würden. Anfangs waren dies etwa 100 mehrheitlich jüdische Flüchtlinge, von denen 20 als Arzt bzw. Zahnarzt qualifiziert waren. Es wurden später vor allem protestantische Missionare mit Familien untergebracht.
Um den Jahreswechsel 1942/43 trafen weitere lutherische Missionarsfrauen aus Satara ein. Sie waren von ihren Männern getrennt worden, die später von Dehradun und Ahmadnagar verlegt wurden. Nach dem Überfall auf den Iran wurden auch Staatsangehörige aus besetzten Staaten eingeliefert, die im Iran beruflich tätig gewesen waren. Außerdem kamen einige Deutsche aus Niederländisch-Indien. Im Lager wurden mehrere Kinder geboren.
Der erste Lagerkommandant war im ersten Jahr ein älterer Inder, der Mediziner Colonel Purandah Shah (IMS), der im Ersten Weltkrieg Oberarzt des Kriegsgefangenenlagers Bellary gewesen war und der als umgänglich beschrieben wird. Sein Nachfolger war A. S. Holland, ein pensionierter Polizist. Es wurde ein dreiköpfiges Lagerkomitee gebildet. Die Gefangenen hatten täglich mehrere Stunden Freigang in den Hügeln, auf denen sich zwei alte Forts befanden. Kranke wurden in das Victor Sassoon Hospital nach Poona gebracht.
Das Lager bestand zunächst aus Bungalows und war für 100 Personen eingerichtet, 1942 wurden zusätzliche Baracken gezimmert.
Im August 1945 befanden sich im Lager noch:
- 116 Deutsche mit 45 Kindern, darunter 19 Missionare
- 26 Italiener mit 5 Kindern
- 68 andere Staatsangehörige mit 11 Kindern[23]

Das Lager wurde im Juni 1946 geschlossen, nachdem ab März Entlassungen stattgefunden hatten, wobei jedoch einige Insassen zunächst wieder nach Satara geschickt wurden.
Ein Insasse veröffentlichte nach dem Krieg eine Abhandlung zu den unerforschten Höhlen in der Nähe.

### Weitere
In Nainital (345 km östlich Neu-Delhi) waren 1941 sieben Frauen interniert. In Kodaikanal fanden sich 11 Frauen aus Madras. Beide Lager wurden Herbst 1942 geschlossen. Im Rahmen der vom Roten Kreuz geforderten Familienzusammenführung kamen die Insassinnen nach Satara oder Purandhar.
Im Mhow Cantonement, 30 km südwestlich von Indore gab es kurz nach Kriegsausbruch vorübergehend eine Sammelstelle für deutsche Zivilisten der Region.
Für die aus Sumatra Eintreffenden wurde als Durchgangslager Camp 17 (Ramgarh Cantonment in Bihar) eingerichtet. Viele Insassen wurden, abgesehen von Kranken, nicht wie geplant alle direkt nach Dehradun weitergeleitet, sondern im Juli 1942 nach Deoli (Ajmer), – ebenfalls Camp 17 genannt – verbracht. Unterbringung erfolgte in geräumigen Steinbaracken zu je 40 Mann. Dieses Lager war hauptsächlich für italienische Kriegsgefangene, die in Nordafrika gekämpft hatten, angelegt. Seit Anfang 1942 waren hier auch Japaner untergebracht, die als Zivilisten in den malaischen Kolonien festgesetzt wurden, bevor das vorrückende japanische Heer sie befreien konnte. Die Verlegung der deutschen und italienischen Zivilisten nach Dehradun erfolgte am 13. April 1943.
Im Parole Camp Hazaribag befanden sich Juni 1942 36 Frauen, 5 Männer und 16 Kinder, darunter 21 Frauen und 13 Kinder, die am 25. Februar 1942 aus Diyatalawa gekommen waren. Es gab indisches Personal. Im Herbst sind diese Frauen und Kinder in eines der Familienlager übergesiedelt.

### Ausweisung 1945
Im Sommer 1945 wurde entschieden, dass alle „feindlichen Ausländer“ in ihre Heimatländer auszuweisen seien. Ausnahmen waren nur für wenige langjährige Bewohner Indiens, für die sich hochstehende indische Persönlichkeiten eingesetzt hatten, und für Ehepartner von Briten vorgesehen, sowie auf Wunsch von Mahatma Gandhi für Wilhelm Filchner. Am 27. November 1946 verließ das niederländische Schiff Johan van Oldenbarnevelt mit mehreren hundert Deutschen an Bord, die von den Passagieren alliierter Nationen separiert wurden, Bombay. In Mombasa wurden noch 1200 italienische Kriegsgefangene an Bord genommen, was zu extremer Enge führte. Das Schiff erreichte Hamburg am 26. Dezember, die Passagiere wurden, bei Temperaturen um −20 °C, zur Überprüfung in das Transitcamp auf dem Gelände des vormaligen Konzentrationslagers Neuengamme in das Internierungslager Neuengamme gebracht, wo sich die äußeren Bedingungen seit der Übernahme durch die Briten zunächst wenig geändert hatten (Kap. 17). In diesem einzigen Transitcamp der Britischen Besatzungszone in Hamburg-Neuengamme wurden die neu Angekommenen vernommen und auf Mitgliedschaft in der NSDAP/AO sowie auf Spionagetätigkeit überprüft. Der Großteil der Passagiere konnte nach der Überprüfung wenige Tage später das Lager verlassen. Diejenigen, die der NSDAP/AO angehört hatten oder bei denen Spionageverdacht bestand, wurden in das Internierungslager Neuengamme verlegt.

## 1962 bis 1967
Nachdem der indisch-chinesische Grenzkrieg 1962 schnell zugunsten Chinas entschieden war, sah die indische Regierung in der etwa 50000 Personen starken chinesischen Diaspora eine fünfte Kolonne. Die Internierung Tausender wurde auf Basis des Defense of India Act 1962 angeordnet.
Im kanadischen Ontario ist seit den 1980ern eine Association of India Deoli Camp Internees (AIDCI) aktiv, die von etwa 300–500 aufgrund der Diskriminierung nach Kanada abgewanderten Chinesen getragen wird.

### Deoli
Im noch erhaltenen Lager von Deoli (Rajasthan) wurden ab Ende 1962 bis zu 3000 chinesisch-stämmige Zivilisten interniert. Ein Teil der Inhaftierten, die meisten brachte man aus den Teebauregionen Assams und Kalkutta, reiste in den Folgejahren auf chinesische Einladung dorthin aus. Die letzten Freilassungen erfolgten erst Anfang 1967. Die meisten der in ihre Herkunftsgebiete „Entlassenen“ wurden dort nach dem Transport noch bis 1968 in lokale Gefängnisse gesperrt. Die ehemaligen Insassen blieben von Stellen im öffentlichen Dienst ausgeschlossen und hatten Meldeauflagen zu erfüllen. Enteigneten Besitz verwaltet der indische Custodian of Enemy Properties for India.
Die Gebäude des Lagers stehen auch 2020 noch. Teile nutzt die Central Industrial Security Force als Ausbildungskaserne.

## Assam
Seit 2008, verstärkt seit 2011 und 2018, werden Personen, denen bei Erstellung des Verzeichnisses aller Staatsbürger die Bescheinigung ihrer indischen Staatsangehörigkeit verweigert wurde - im Bundesstaat Assam gut 1,9 Millionen Einwohner - auf Anordnung des Foreigners Tribunal of Assam oder der Grenzpolizei interniert. Ursprünglich nur für kurze Untersuchungshaft geplant, sind seit 2018 zeitlich unbegrenzte Inhaftierungen üblich. Die Unterbringung erfolgt in den Gefängnissen von Dhibrugarh, Silchar, Tezpur, Jorhat, Kokrajhar und Goalpara. Bei letzterem Ort wurde 2020 ein separates Lager, das Matia Camp, für 3000 Insassen fertiggestellt. Das 2,6 ha große Gelände ist von zwei Mauern umschlossen, die innere ist 1,80 Meter hoch, die äußere fast sieben Meter (20 Fuß). Ausdrücklich vorgesehen ist auch das Einsperren grundschulpflichtiger Kinder. Entlassungen auf Kaution sind möglich, wenn zwei „zuverlässige“ Personen je 100000 Rupien hinterlegen und die erkennungsdienstlich Behandelten sich jede Woche bei der Polizei melden.
Weitere Lager sind 2020 in Bau oder Planung.